# We're an American Band
| Recensione                        | Giudizio    |
| --------------------------------- | ----------- |
| AllMusic                          | [ 3 ]       |
| The New Rolling Stone Album Guide | [ 4 ]       |
| Sputnikmusic                      | 3.5 (Great) |
| Dizionario del Pop-Rock           | [ 6 ]       |
| 24.000 dischi                     | [ 7 ]       |

We're An American Band è il settimo album del gruppo rock americano Grand Funk Railroad, accreditato come "Grand Funk", pubblicato il 15 luglio 1973 dall'etichetta Capitol Records. L'album, registrato ai Criteria Studios a Miami, ha ottenuto un grande successo, e col tempo è diventato disco di platino.
L'album vede l'entrata nella band del tastierista Craig Frost, già presente come turnista nell'album precedente della band Phoenix. il disco venne prodotto per la prima volta da Todd Rundgren, che produsse anche l'album successivo Shinin' On.
Dall'album vennero estratti due singoli, entrambi cantati dal batterista Don Brewer, il primo dei quali, la title track dell'album, divenne un grande successo radiofonico e uno dei brani più famosi della band.

## Tracce

### LP
Lato A
1. We're an American Band – 3:25 (Don Brewer) – Registrato il 12 giugno 1973
2. Stop Lookin' Back – 4:51 (Mark Farner, Don Brewer) – Registrato il 14 giugno 1973
3. Creepin' – 7:01 (Mark Farner) – Registrato il 12 giugno 1973
4. Black Licorice – 4:43 (Mark Farner, Don Brewer) – Registrato il 15 giugno 1973

Lato B
1. The Railroad – 6:07 (Mark Farner) – Registrato il 12 giugno 1973
2. Ain't Got Nobody – 4:19 (Mark Farner, Don Brewer) – Registrato il 14 giugno 1973
3. Walk Like a Man – 4:03 (Mark Farner, Don Brewer) – Registrato il 14 giugno 1973
4. Loneliest Rider – 5:19 (Mark Farner) – Registrato il 14 giugno 1973

### CD
Edizione CD del 2002, pubblicato dalla Capitol Records (72435-41726-2-5)
1. We're an American Band – 3:27 (Don Brewer)
2. Stop Lookin' Back – 4:52 (Mark Farner, Don Brewer)
3. Creepin' – 7:02 (Mark Farner)
4. Black Licorice – 4:45 (Mark Farner, Don Brewer)
5. The Railroad – 6:12 (Mark Farner)
6. Ain't Got Nobody – 4:26 (Mark Farner, Don Brewer)
7. Walk Like a Man – 4:05 (Mark Farner, Don Brewer)
8. Loneliest Rider – 5:28 (Mark Farner)
9. Hooray (Outtake) – 4:05 (Mark Farner, Don Brewer) – Bonus Track - Registrato il 14 giugno 1973
10. The End (Outtake) – 4:11 (Mark Farner, Don Brewer) – Bonus Track - Registrato il 15 giugno 1973
11. Stop Lookin' Back (Acoustic Mix) – 3:04 (Mark Farner, Don Brewer) – Bonus Track - Previously Unreleased
12. We're an American Band (2002 Remix) – 3:32 (Don Brewer) – Bonus Track - Previously Unreleased

## Formazione
- Mark Farner - voce, chitarra, chitarra acustica, conga
- Mark Farner - pianoforte elettrico (brano: Creepin')
- Craig Frost - organo, clavinet, pianoforte elettrico, moog
- Mel Schacher - basso
- Don Brewer - voce, batteria, percussioni

Note aggiuntive
- Todd Rundgren - produttore
- Registrazioni effettuate il 12, 14 e 15 giugno 1973 al Criteria Studios di Miami, Florida (Stati Uniti)
- Todd Rundgren - ingegnere delle registrazioni
- Seth Snyder - assistente ingegnere delle registrazioni
- Lynn Goldsmith e Andrew Cavaliere - concept e design album
- Lynn Goldsmith - fotografia
- John Hoernie - art direction[9][8]

## Classifica
Album
| Anno | Classifica    | Posizione raggiunta |
| ---- | ------------- | ------------------- |
| 1973 | Billboard 200 | 2                   |

Singoli
| Anno | Titolo del brano       | Classifica        | Posizione raggiunta |
| ---- | ---------------------- | ----------------- | ------------------- |
| 1973 | We're an American Band | Billboard Hot 100 | 1                   |
| 1974 | Walk Like a Man        | Billboard Hot 100 | 19                  |